# Shinichi Fukushima
Shinichi Fukushima (nacido el 17 de septiembre de 1971 en Nagano), es un ciclista japonés que corre por el equipo Nippo-De Rosa.

## Biografía
Comenzó su carrera a mediados del 2002 con el equipo belga Marlux-Ville de Charleroi. En su primer año ganó una etapa del Tour de Japón. Un año más tarde se incorporó al equipo japonés Bridgestone-Anchor, donde fue campeón nacional en carretera. En 2004 ganó la clasificación general del Tour de Japón. En 2006, compitió por el Cycle Racing Team Vang, donde fue, entre otras cosas, sexto en el Tour de Limousin, y poco después tercero en la Châteauroux Classic de l'Indre.
En 2010 pasó al equipo surcoreano Geumsan Ginseng Asia y además de ganar el Tour de Okinawa, fue campeón de Japón contrarreloj.
En las temporadas 2011 y 2012 corrió por el equipo malayo Terengganu y ganó la primera edición del Tour de Brunéi. En 2013 retornó a un equipo japonés, el Nippo-De Rosa.

## Palmarés
| 2002 - 1 etapa del Tour de Japón 2003 - Campeonato de Japón en Ruta - 1 etapa del Tour de Hokkaido 2004 - Tour de Japón - 1 etapa de la Vuelta a Serbia 2005 - Tour de Siam, más 1 etapa 2006 - 1 etapa del Tour de Siam - 1 etapa de la Vuelta a León - 2.º en el Campeonato Asiático en Ruta 2007 - 1 etapa del Tour de Langkawi - 1 etapa del Tour de Corea | 2008 - 3.º en el Campeonato de Japón en Ruta 2010 - Campeonato de Japón Contrarreloj - Tour de Okinawa, más 1 etapa 2011 - 1 etapa del Tour de Taiwán - Tour de Brunéi - 2 etapas del Tour de Indonesia 2012 - 2 etapas de la Jelajah Malaysia |

## Equipos
- Marlux-Ville de Charleroi (2002[1])
- Bridgestone-Anchor (2003-2005)
- Cycle Racing Team Vang (2006)
- Meitan Hompo (2007-2009)
- Geumsan Ginseng Asia (2010)
- Terengganu Cycling Team (2011-2012)
- Team Nippo-De Rosa (2013)